# Pedro Santana Lopes
Pedro Miguel de Santana Lopes (Lisboa, 29 de junio de 1956), más conocido como Pedro Santana Lopes, es un político portugués, ex primer ministro de su país (2004-2005). Previamente fue el alcalde de Lisboa.
Creció en Lisboa y fue alumno del instituto Padre António Vieira. Posteriormente estudió en la Universidad de Lisboa, funda el Movimento Independente de Direito (MID) y preside la Asociación Académica de la Facultad de Derecho (AAFDL). Tras licenciarse en Derecho, fue investigador del Instituto de Derecho Europeo y del Instituto para la Investigación de la Ciencia Política y Cuestiones Europeas de la Universidad de Colonia, como becaria de la Deutscher Akademischer Austausch Dienst. Se afilió al Partido Social Demócrata en 1976. Abogado, fue también profesor asistente de Derecho Constitucional en la Facultad de Derecho de Lisboa. Años después, impartiría clases en la Universidad Lusíada de Lisboa, en la Universidad Moderna y en la Universidad Internacional.
Próximo a Francisco Sá Carneiro durante la fundación del Partido Popular Democrático, asumió funciones de adjunto del ministro Adjunto del primer ministro, en el IV Gobierno Constitucional (1978-1979) y de asesor jurídico, en el VI Gobierno constitucional (1980-1981). Su actividad parlamentaria comienza en 1980, como diputado por Lisboa, hasta 1991, cargo que retomaría (activamente) en 2007, tras el XXX Congreso del PSD, como presidente del Grupo Parlamentario. Entre 1987 y 1990 fue diputado en el Parlamento Europeo. Fue Secretario de Estado de Cultura en el XI Gobierno Constitucional. Además, fue alcalde de Figueira da Foz (1998-2001) y de Lisboa (2002-2004), presidente del Consejo de la Región Centro (1998-2001) y vicepresidente del Comité Ejecutivo del Fórum Europeo de Seguridad Urbana (2002-2004). 
En 2004, tras la dimisión de Durão Barroso del cargo de primer ministro para presidir la comisión europea, Santana Lopes, por aquel entonces vicePresidente del PSD y alcalde de Lisboa, es nombrado primer ministro por el presidente Jorge Sampaio el 17 de julio, tomando posesión como primer ministro del XVI Gobierno Constitucional. Dada la  inestabilidad gobernativa y tras varias dimisiones de altos cargos administrativos, se disuelve la Asamblea de la República, y dimite. En las elecciones legislativas de 2005, se presenta como candidato del PSD, pero pierde frente a José Sócrates (del Partido Socialista). En 2008 fue candidato a líder del PSD, con ocasión de las elecciones directas de aquel partido, pero fue derrotado por Manuela Ferreira Leite. En 2009 fue de nuevo candidato a la alcaldía de Lisboa por el PSD, pero pierde contra António Costa.
Como curiosidad, decir que fue presidente del Sporting Clube de Portugal (1995-1996).